# Babylons Pyramiden

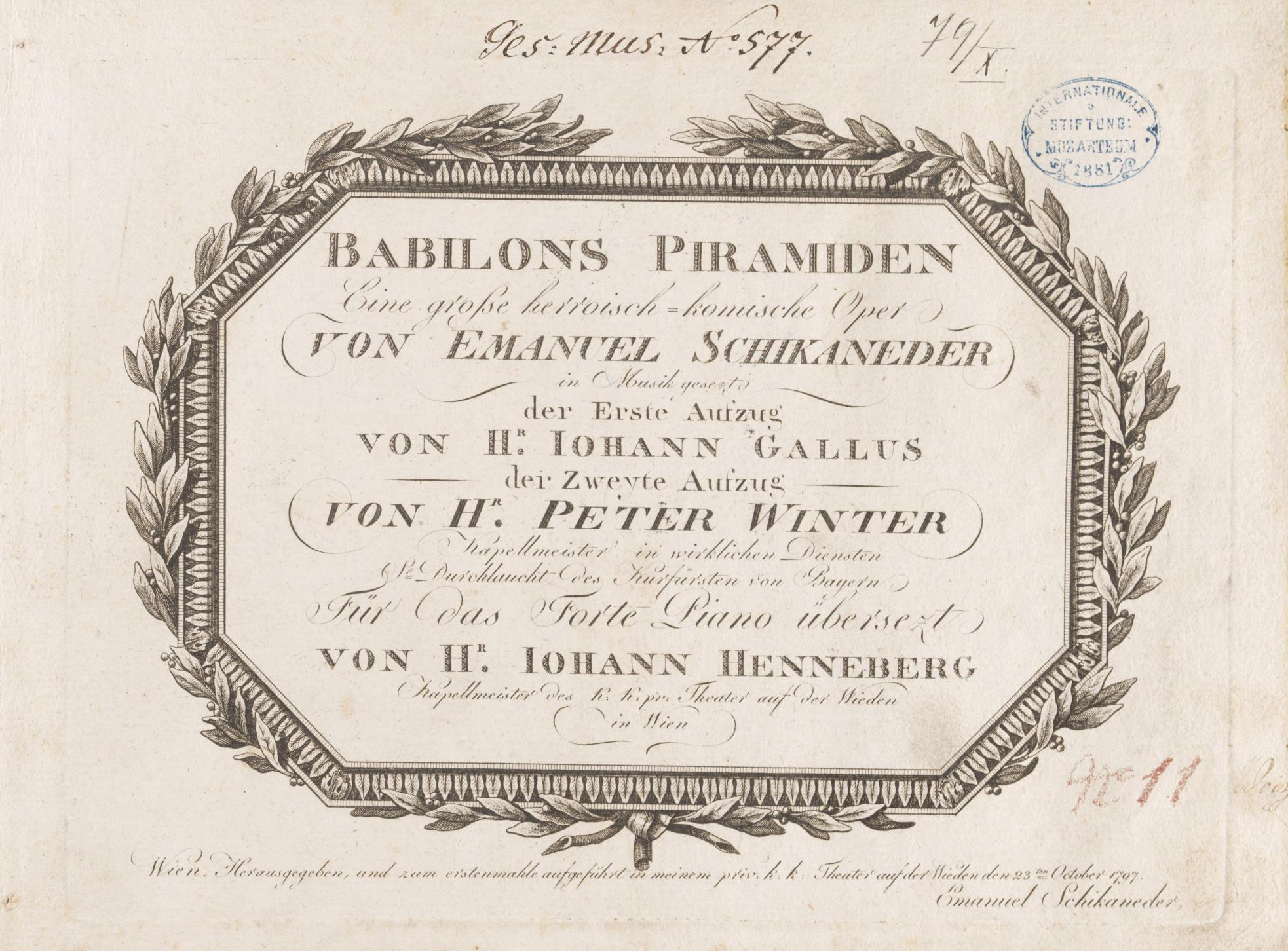
title page of vocal score

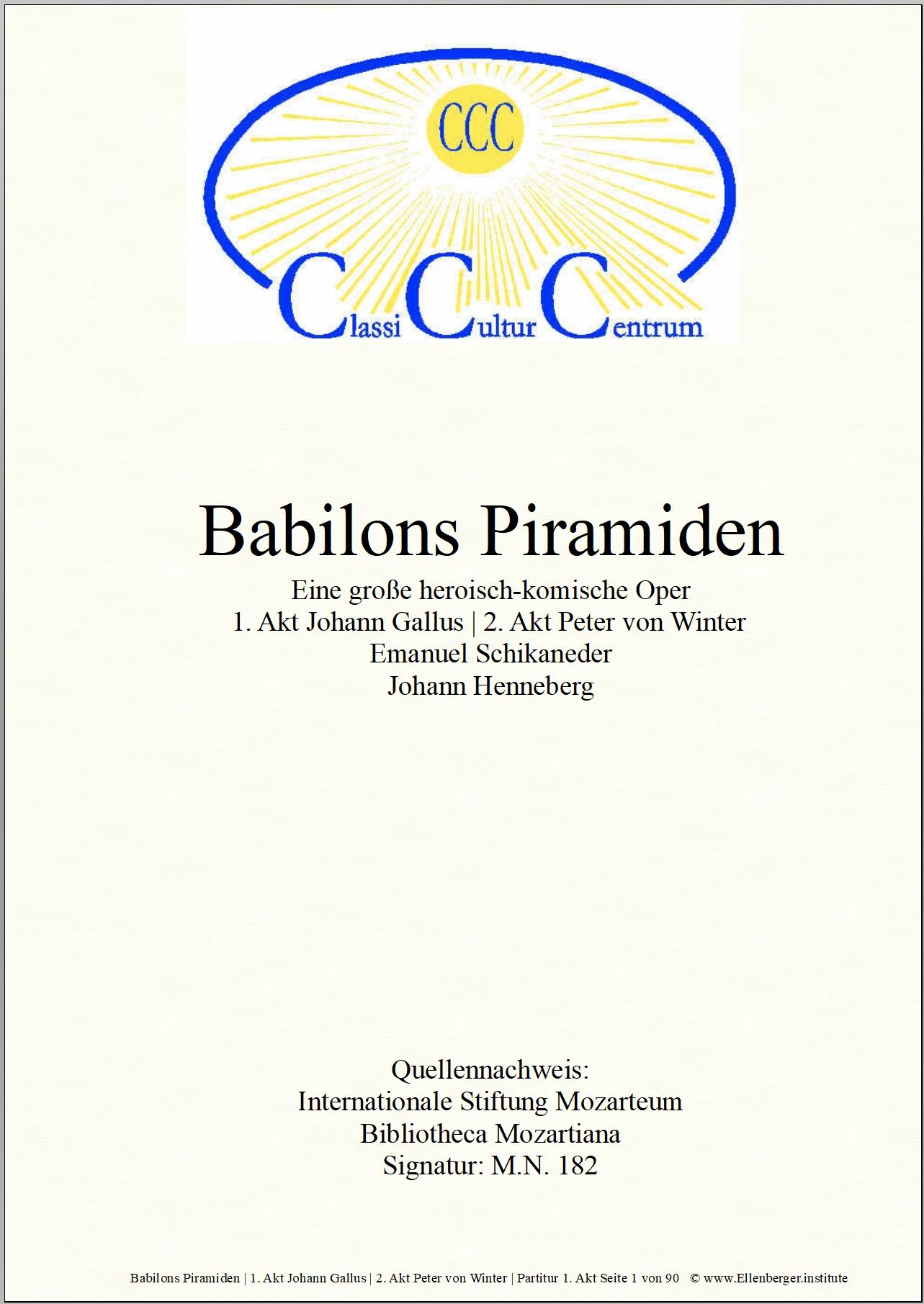
Babylons Pyramids Partition Cover 2025

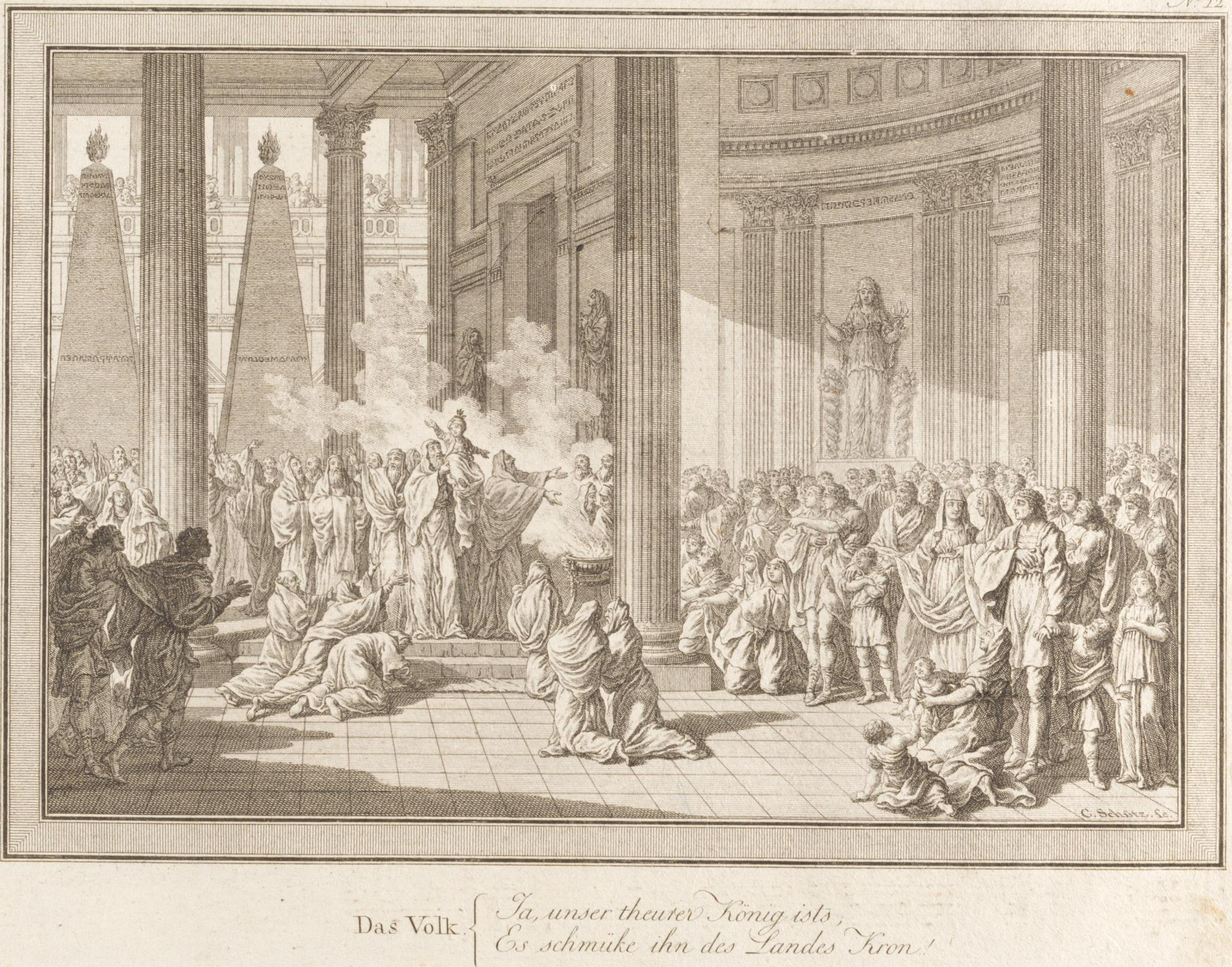
lithographies in vocal score picture 12

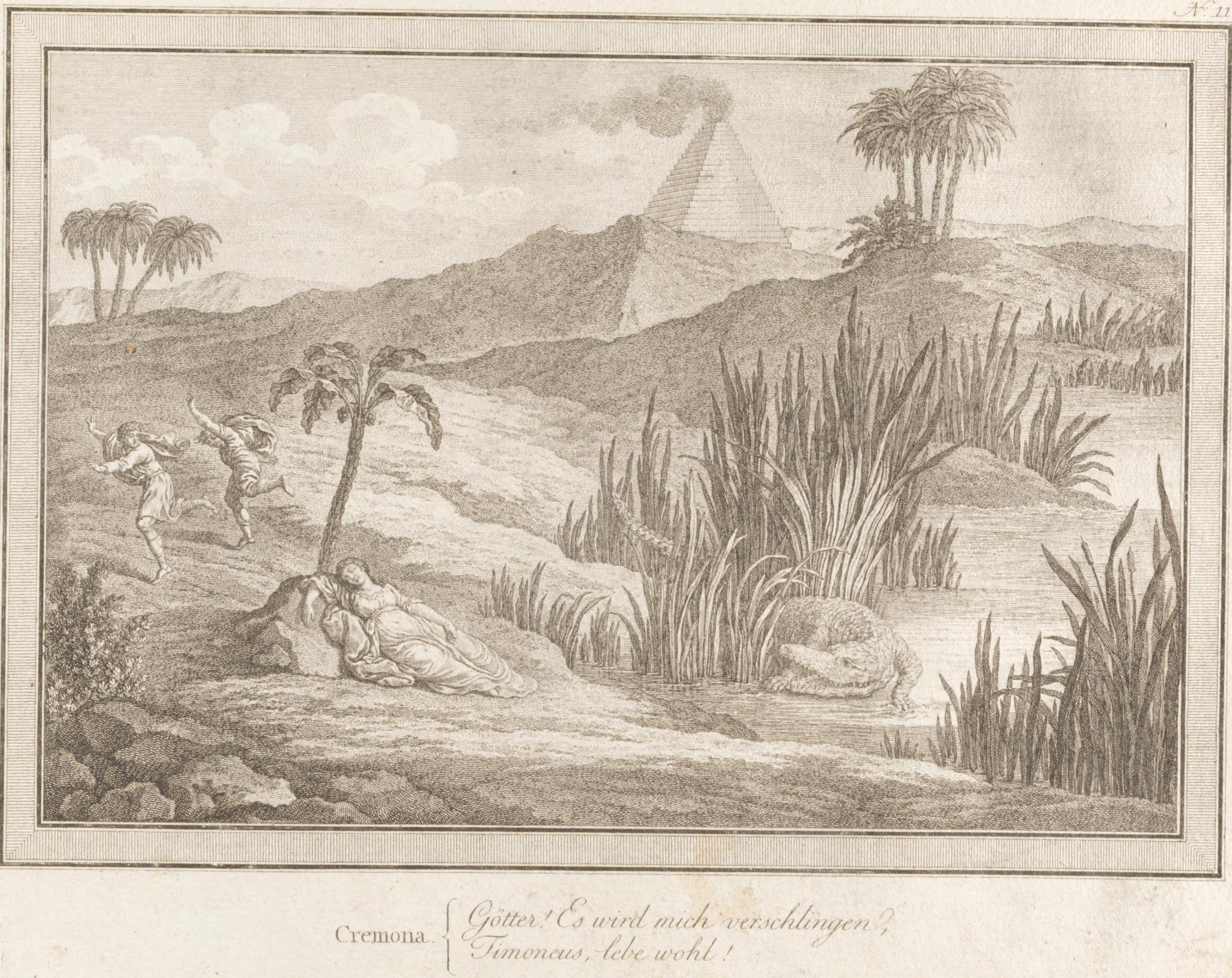
lithographies in vocal score picture 11

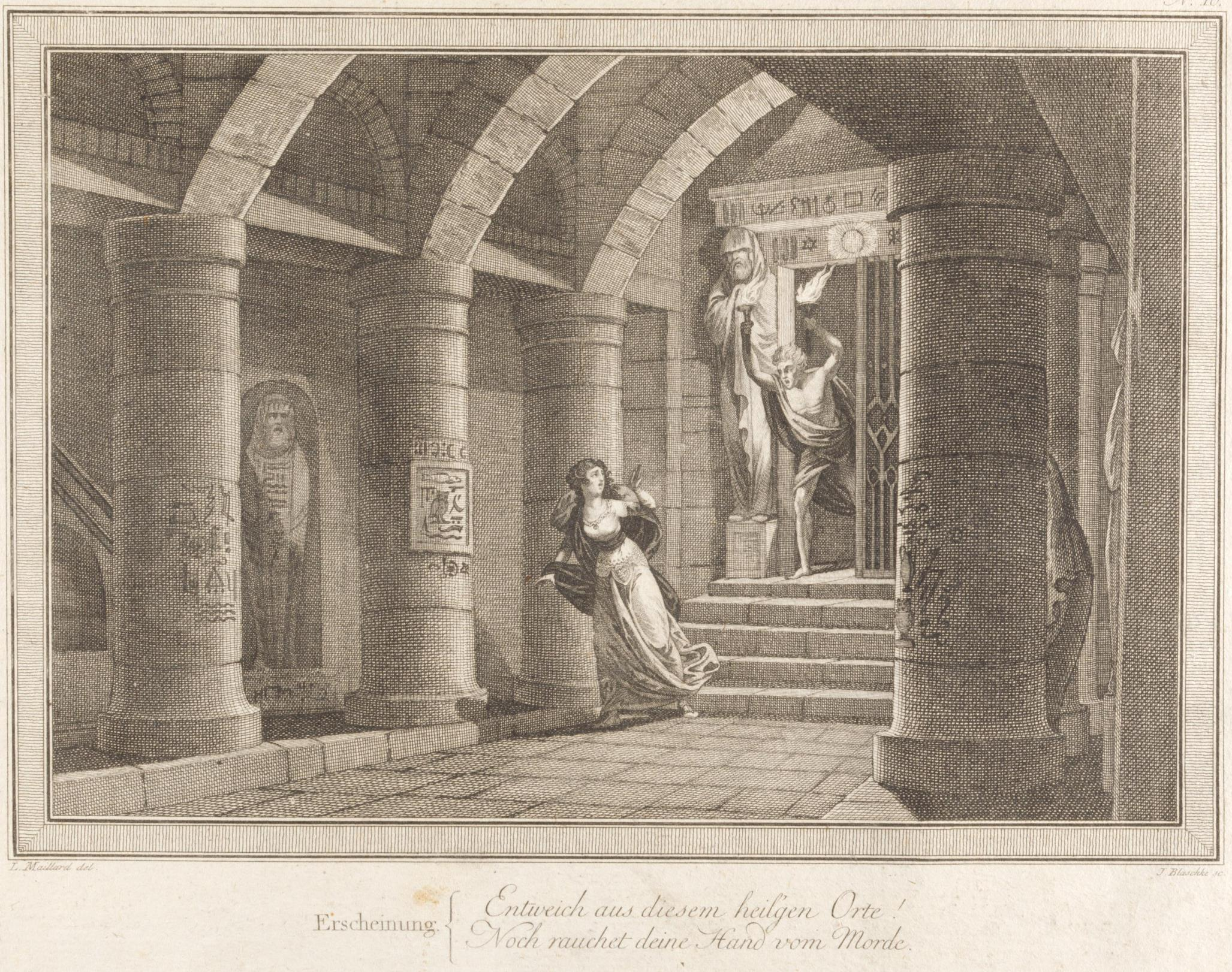
lithographies in vocal score picture 10

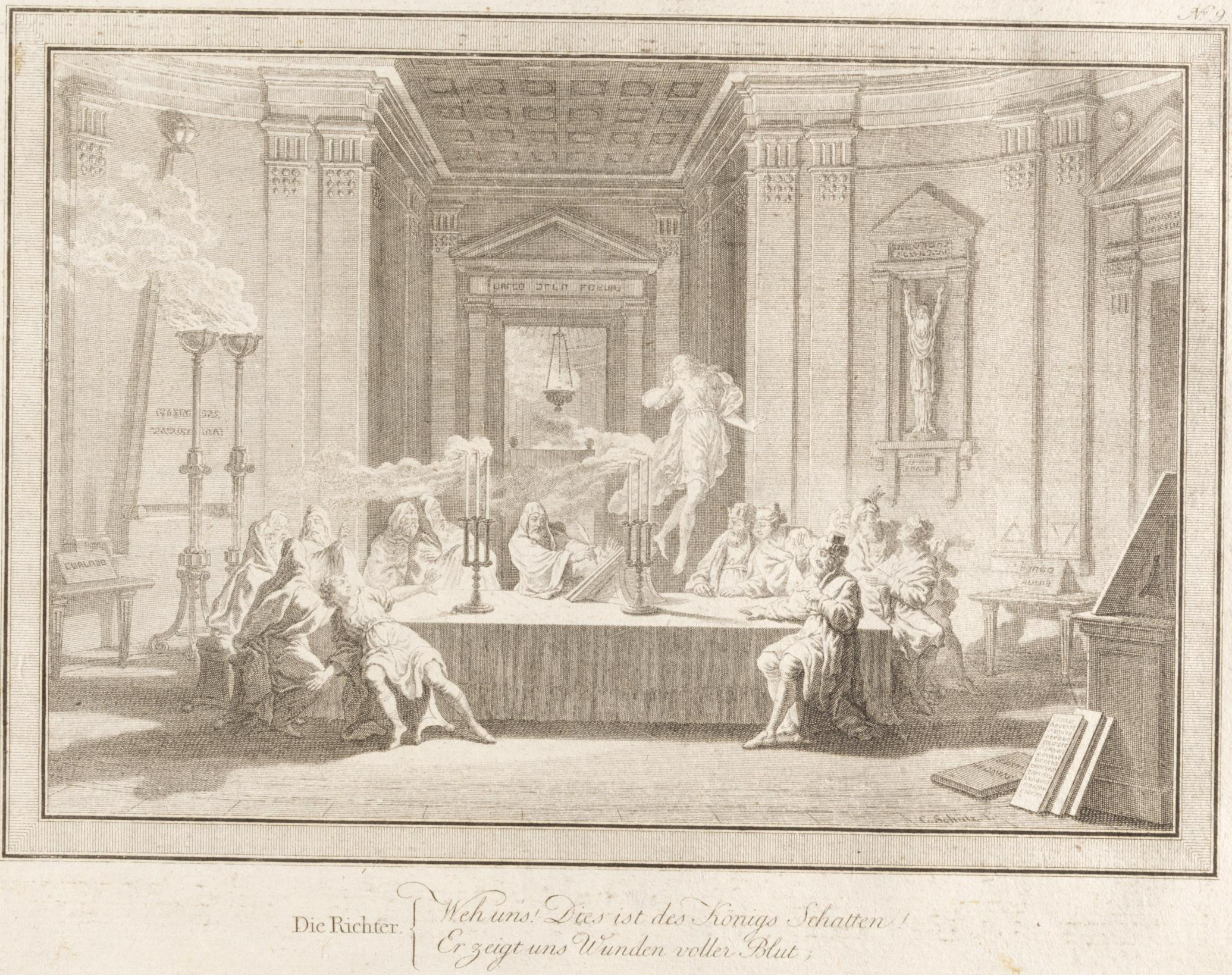
lithographies in vocal score picture 9

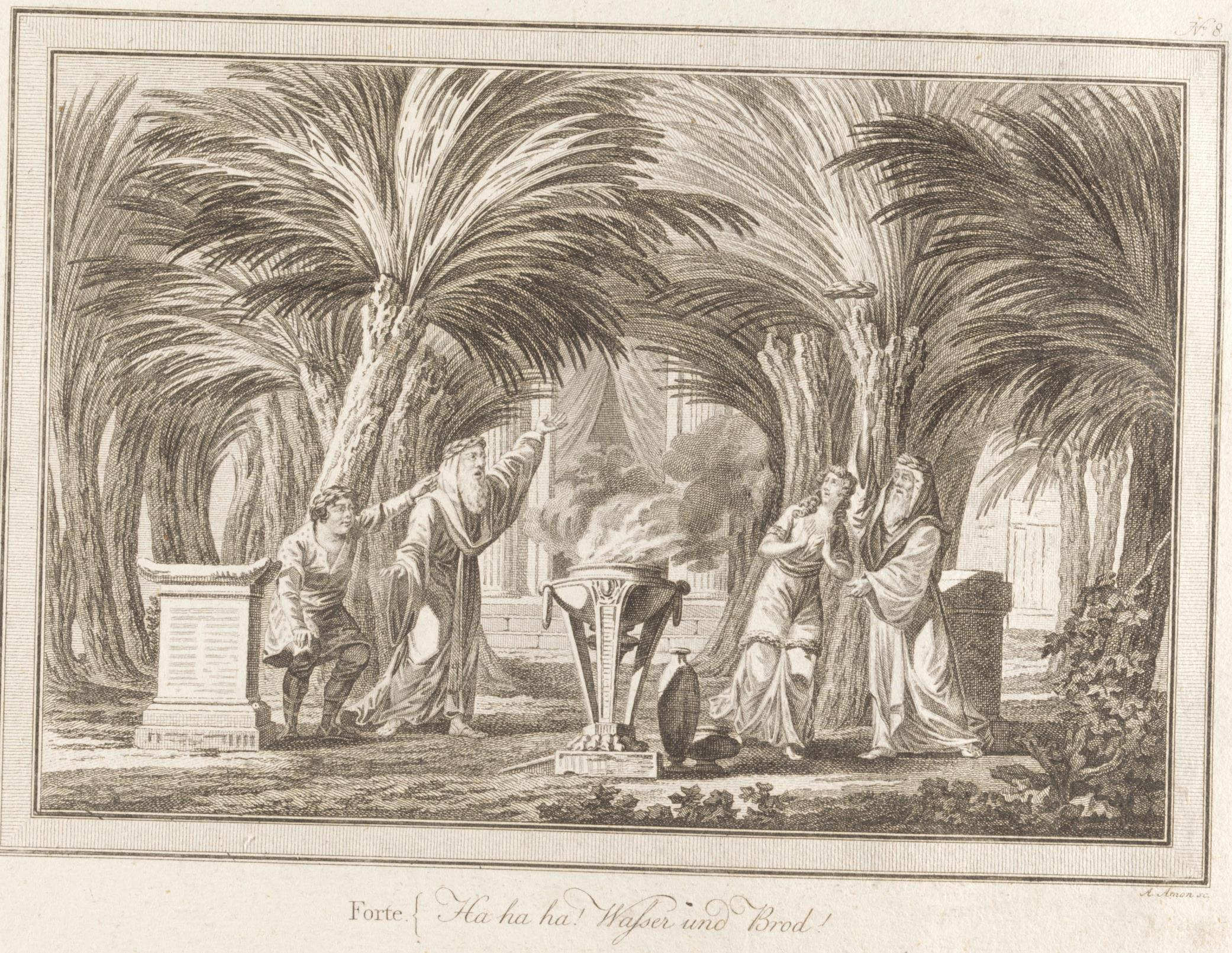
lithographies in vocal score picture 8

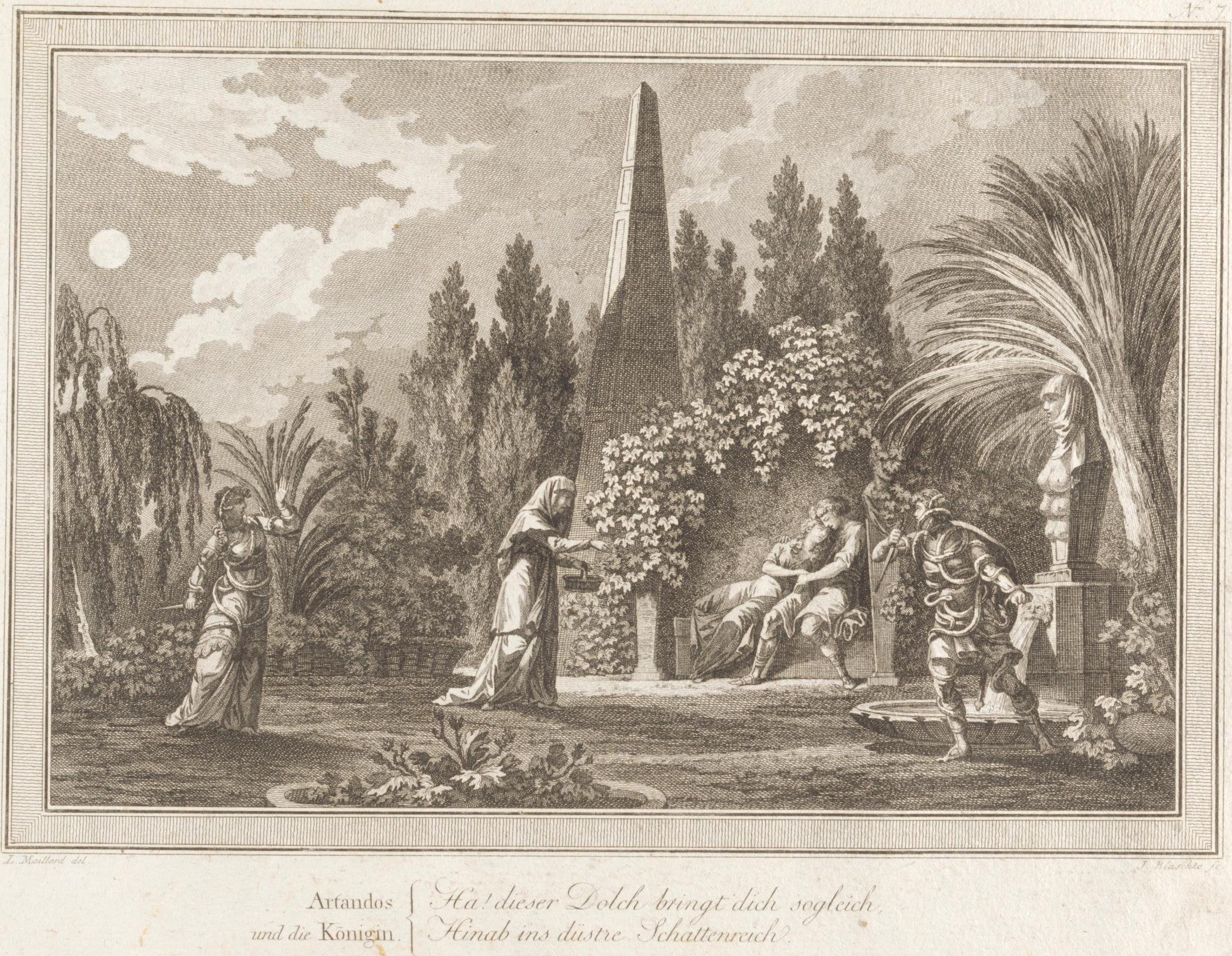
lithographies in vocal score picture 7

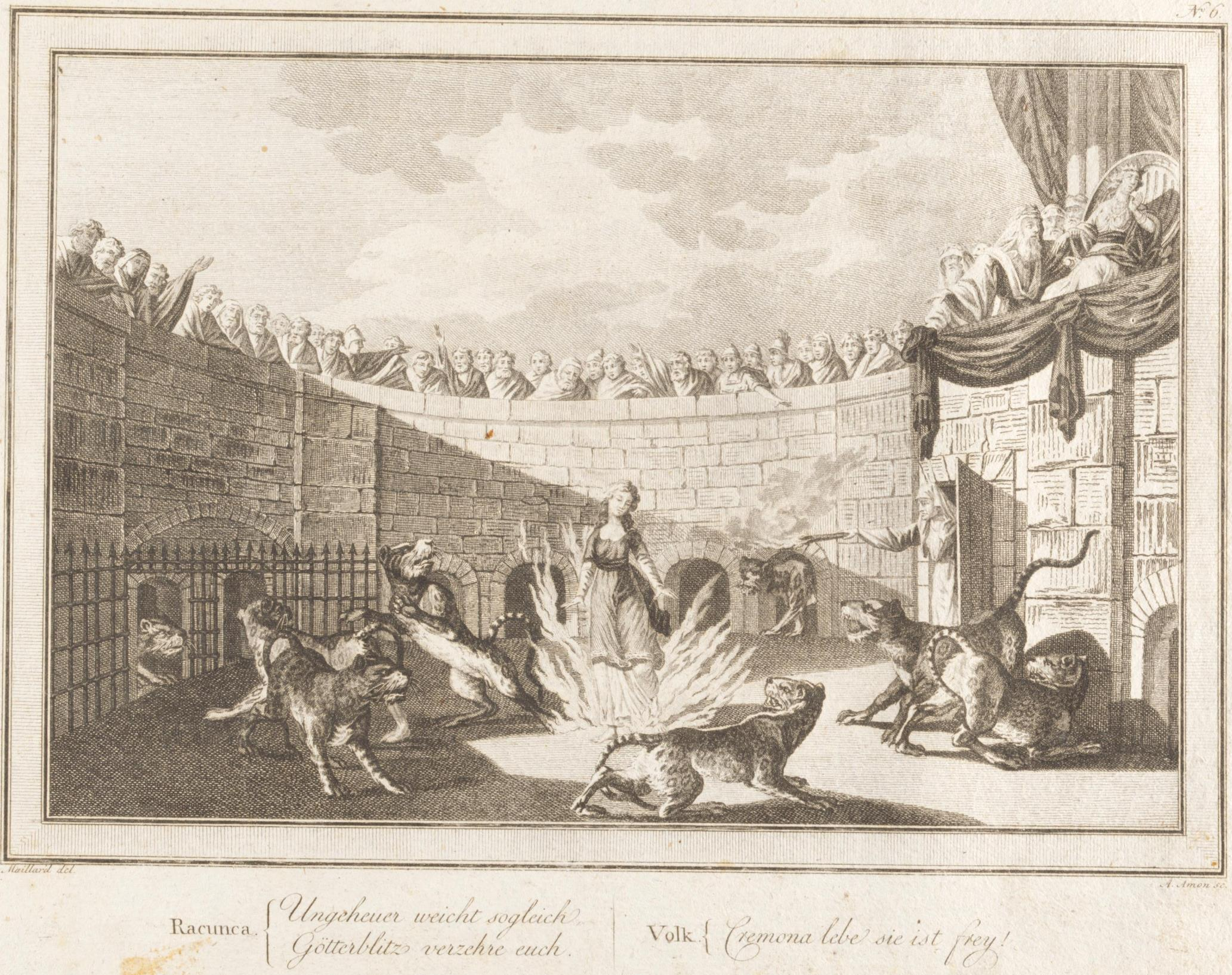
lithographies in vocal score picture 6

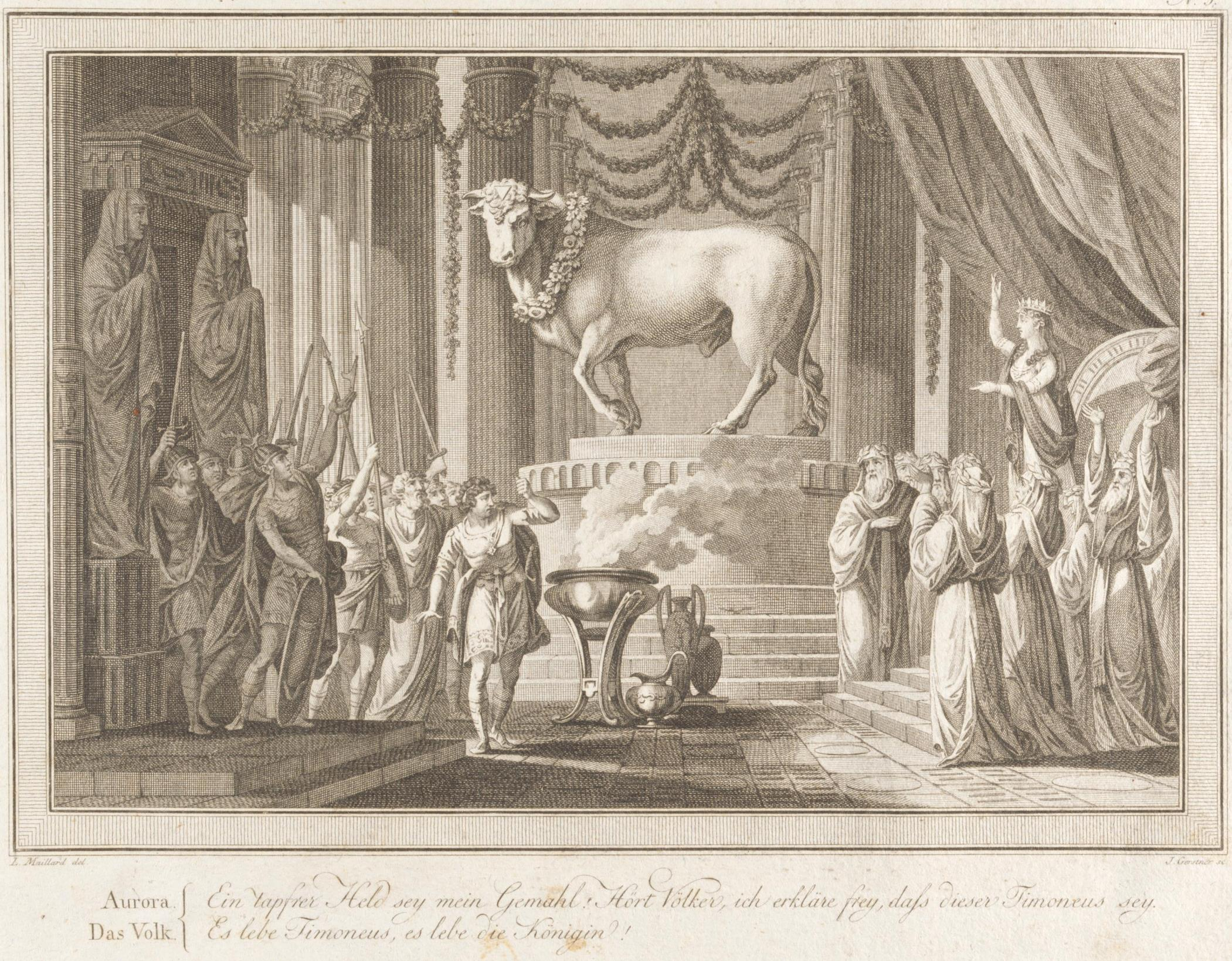
picture 5 of lithographies in vocal score

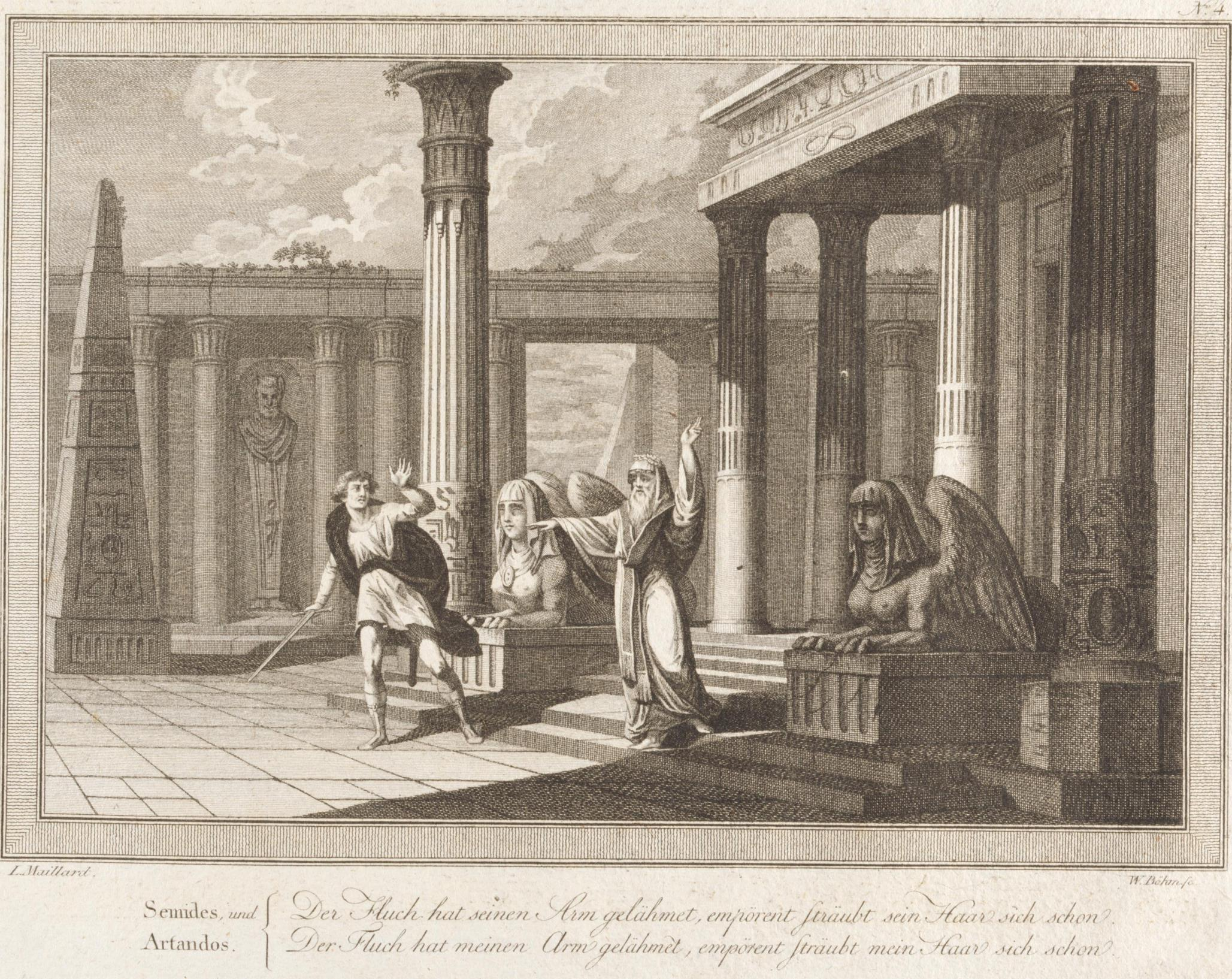
picture 4 of lithographies in vocal score

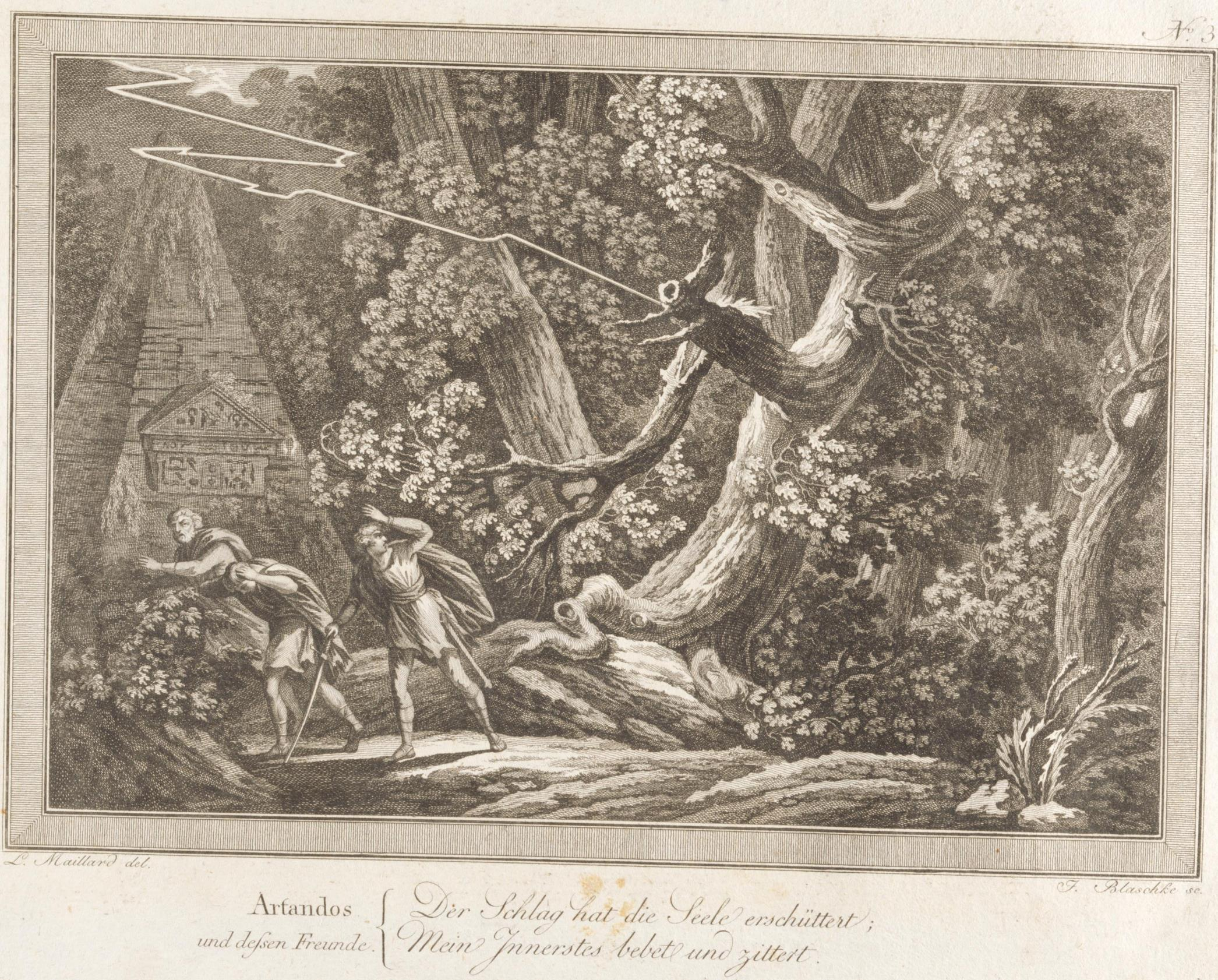
picture 3 of lithographies in vocal score

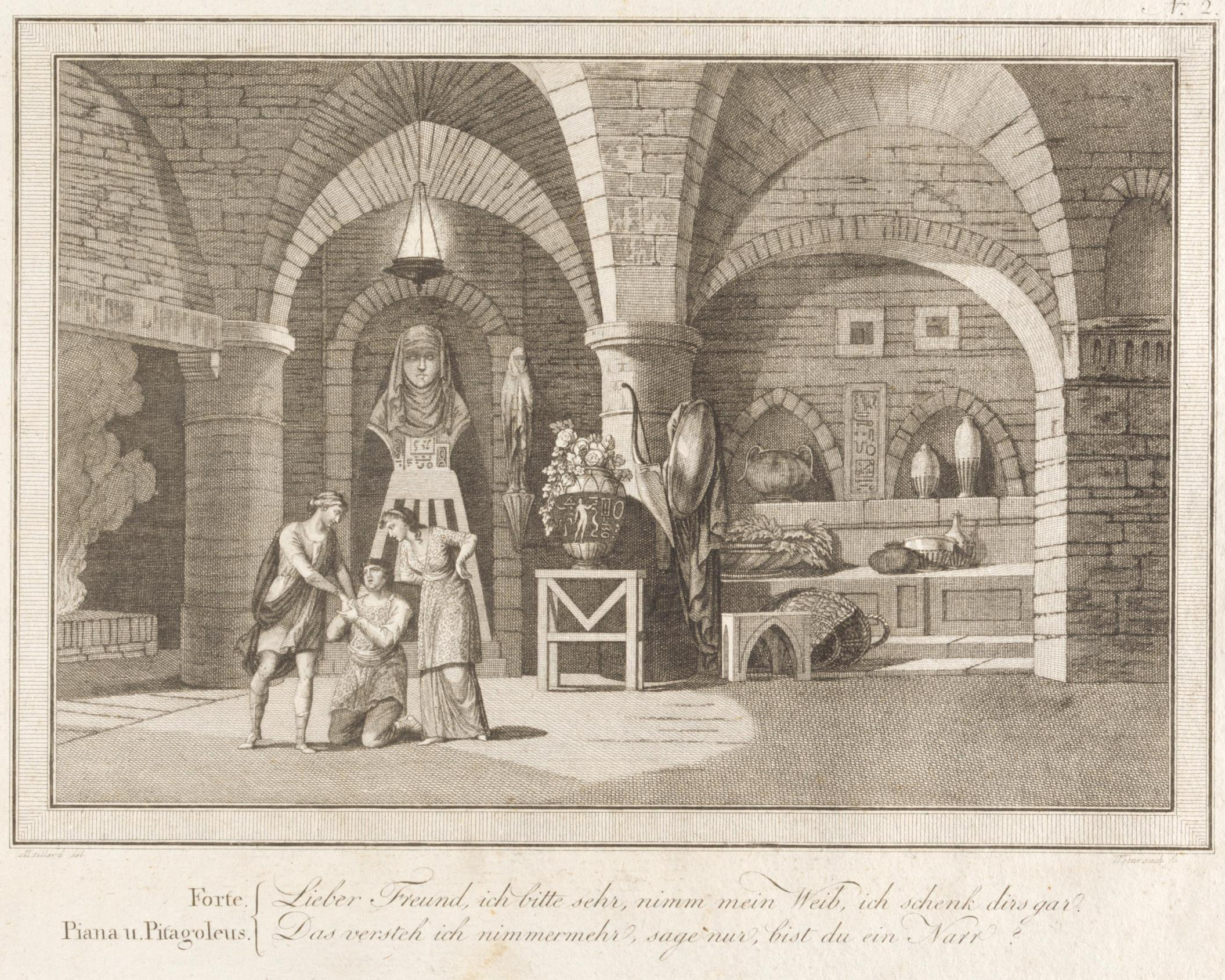
picture 2 of lithographies in vocal score

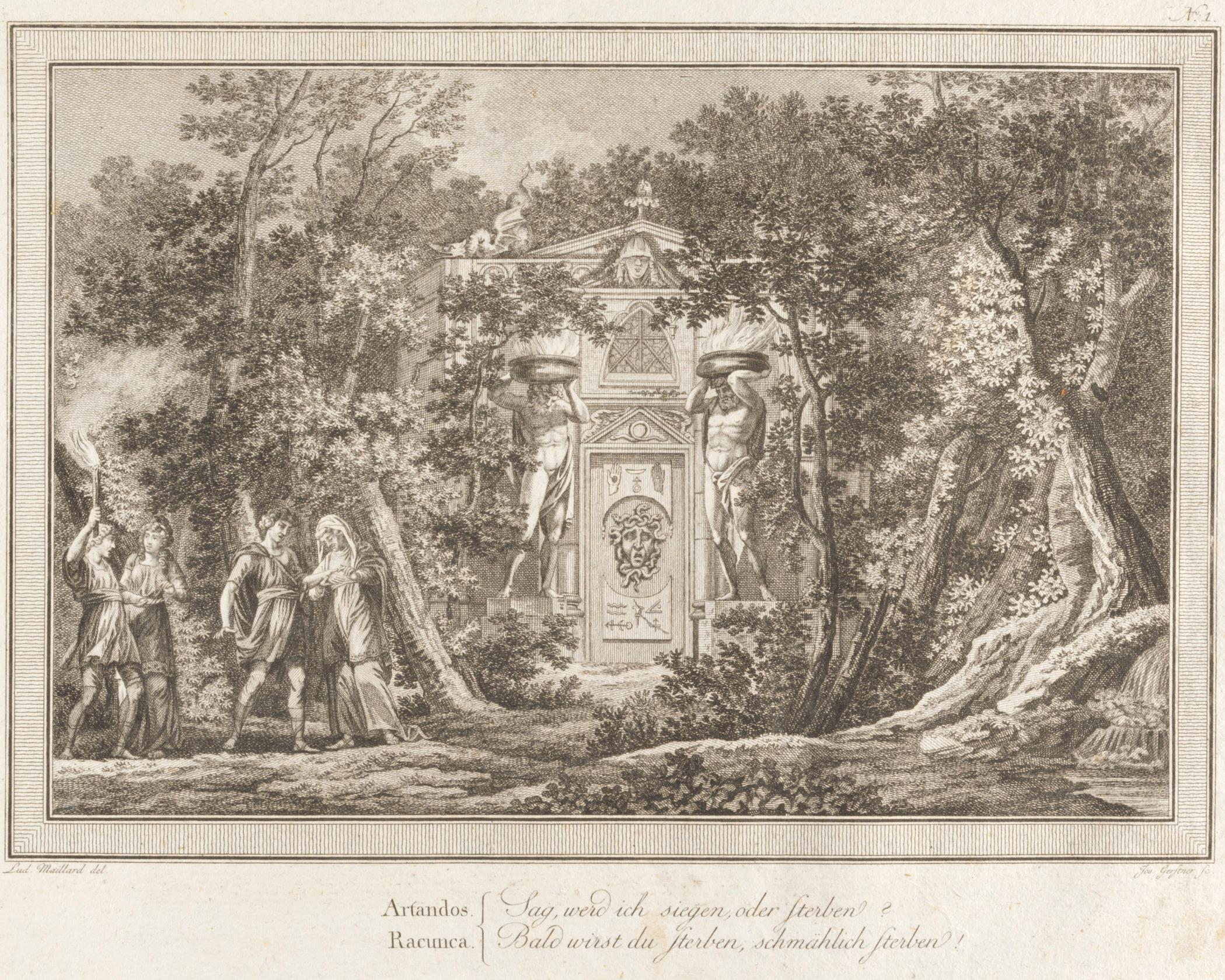
picture 1 of lithographies in vocal score

Die Pyramiden von Babylon ist eine Oper (genauer eine große heroische Oper). Das Libretto stammt von Emanuel Schikaneder.
Alternative Titelangaben: Babilons Piramiden, Babylons Pyramiden, Die Piramiden von Babilon.

## Handlung der Oper
Handlung
1. Akt, komponiert von Johann Mederitsch
Der machthungrige Artandus und sein Freund Pitagoleus gehen zur Seherin des Landes, Ragunka, um sich ihre erfolgreiche Zukunft vorhersagen zu lassen. Jedoch eröffnet Ragunka Artandos und die ebenfalls mediale Tochter Ragunkas, Cremona, dass sie bald -trotz anfänglicher Erfolge- untergehen werden und eines schrecklichen Todes sterben sollen.
Cremona stellt sich in der Arie "Ein gutes Kind sagt ohne Scheu" als tugendreiche junge Frau vor.
Es gibt, ähnlich wie in der Zauberflöte mit Papageno und Papagena, ein schlichtes Paar, das musikalisch humorvoll Piana und Forte heißt, und das Beziehungsprobleme erkennen lässt.
Die Söhne des Oberpriesters Senides heißen Timoneus, der Cremona liebt, und Saleutos, der ein junger Priester ist. Timoneus überredet seinen Bruder, ihn heimlich entgegen dem Schwur des Priesters mit seiner Geliebten Cremona zu trauen, was er schließlich gewährt und durchführt.
Mittlerweile ruft Senides das Volk und betet zu den Göttern, dass sie der Königin nach Versterben des Königs einen guten Gatten als neuen König zuführen mögen.
Artandos möchte sich mit Gewalt Zutritt zum Tempel schaffen, in dem die Königin betet, um sie zur Heirat zu überreden, er wird jedoch von Senides abgewiesen, als Artandos dennoch mit Gewalt eindringen möchte, wird ihm durch den Fluch der Götter vorübergehend der Arm gelähmt und er scheitert mit seinem Vorhaben.
Als die Königin dem Volk als ihren erwählten Gatten Timoneus ernennt, muss sich dieser ihr später offenbaren und seine heimliche Ehe als Heiratshindernis offenlegen.
Ragunka beklagt sich bei der Königin, dass ihre Tochter vermisst wird, gleichzeitig bringt Forte Cremonas Schleier zur Königin, den er im Tempel gefunden hat. Die Empörung des Volkes wegen dieser Entweihung des Tempels ist groß und fordert ihr Todesurteil. Dieses soll auch schon vollstreckt werden, jedoch kann Ragunka dies durch ihre Zauberkraft verhindern.
2. Akt, komponiert von Peter von Winter
Timoneus hat der Königin gestanden, dass er des Thrones unwürdig sei, die Königin macht gemeinsame Sache mit Artandos und Pitagoleus, überreicht ihnen einen Dolch, um Timoneeus und Cremona zu töten und eine Revolution zur Machtergreifung anzuzetteln.
Cremona und Timoneus irren einsam durch den Tempel und besingen ihre Liebe zueinander. Durch Ragunkas Hilfe treffen sie aufeinander, gestehen Ragunka ihre heimliche Heirat. Dann werden sie dortselbst von der Königin mit Artandos und Pitagoleus überrascht und gefangen genommen, um der Todesstrafe zugeführt zu werden.
Diese muss vom Oberpriester unterzeichnet werden, der sich zuerst wehrt, das Urteil gegen seinen Sohn zu unterzeichnen, jedoch wird er von Artandos massiv bedroht, bis er es tut.
Die Königin ist beklagt den Verlust ihres Wunschgatten und bedauert sich im Rezitativ "Wohin wird die Verzweiflung mich noch bringen?", in der Arie "Hinein im Ruhplatz stiller Schatten sucht sie inneren Frieden und ist bereit, zu sterben.
Artandos verliert durch seine Gewalttätigkeit die Gunst des Volkes und irrt, wahnsinnig geworden, verachtet herum, setzt letztlich seinem Leben selbst ein Ende.
Nachdem ein Knabe aus Assyrien durch Ragunka das Königsgrab besucht hat, wird durch ihn offenbar, dass er der Sohn des verstorbenen Königs und der Königin ist, und somit die Thronfolge antreten kann, der Beweis ist ein Siegel, dass ihm überlassen wurde, als er zur Erziehung nach Assyrien geschickt wurde.
Cremona und Timoneus werden bei der versuchten Vollstreckung der Todesurteile wiederum durch die Zauberkräfte Ragunkas unter die Gunst der Götter gestellt und damit ihre Unschuld bewiesen.
Durch diese Auflösung der schicksalhaften Verknotungen finden sich alle wieder und können vereint und glücklich weiterleben.

## Entstehungs- und Rezeptionsgeschichte
Die Musik zu diesem Werk Schikaneders wurde, wie damals üblich, im Team komponiert, der erste Akt von Johann Mederitsch, der zweite Akt von Peter von Winter. Die Uraufführung fand am 11. September 1790 im Wiedner Theater statt, und das Werk wurde in einer ganzen Reihe von Theatern im deutschen Sprachraum gleichfalls gespielt.
Johann Baptist Henneberg verfasste einen Klavierauszug der Oper und war – wie auch bei der Zauberflöte von Wolfgang Amadeus Mozart – höchstwahrscheinlich an der Produktion der Uraufführung beteiligt.
Im Dezember 2024 wurde die Oper nach aktueller Veröffentlichung des Manuskriptes durch die Stiftung Mozarteum Salzburg nach 210 Jahren vom Ellenberger.institute neu veröffentlicht.
Es gibt wenige Quellen zu dieser Oper, bisher keine Aufnahmen, jedoch "klingende Partituren" auf youtube.
Zu dem 2. Akt, der von Peter von Winter komponiert wurde, gibt es zwei Manuskripte, beide bei der LOC – Library of Congress in Washington.
Nach der erfolgreichen Uraufführung am 23. Oktober 1797 wurde die Oper bis 1801 64 Mal aufgeführt, was für einen immensen Erfolg spricht. Die letzte bekannte Aufführungen fanden am 23 und 27. Juni 1815 im Ständetheater Prag statt.
Die Oper wurde seitdem offensichtlich nirgends nachweisbar aufgeführt

## Editionen und Quellen
- Babylons Pyramiden, Libretto, gedruckt von Johann Gottfried Müller 1807, Rostock Library of Congress
- Die Piramiden von Babilon, antiquarische Ausgabe, nicht im RISM auffindbar. Gerbers Lexikon der Tonkünstler (Bd. III, 1813, Sp. 378, nennt mehrere Drucke des Jahres 1798 und merkt an: "Desgleichen auch Braunschweig"), Titelblatt in einem Antiquariat abgebildet
- Babilons Piramiden, Ausgabe des Klavierauszuges von Johann Baptist Henneberg IMSLP
- Moderne Erstausgabe des Aufführungsmaterials 2025 unter Orchestrierung der in den verfügbaren Manuskripten fehlenden Abschnitte bei Verlag ClassiCulturCentrum / Ellenberger.institute vom 12.06.2025, abgerufen am 05.07.2025